# رولن استراوس
رولن استراوس (به انگلیسی: Rolene Strauss) (زاده ۲۲ آوریل ۱۹۹۲) پزشک، مدل و ملکه زیبایی اهل آفریقای جنوبی است.
او به نمایندگی از آفریقای جنوبی در مسابقات دوشیزه دنیا در سال ۲۰۱۴ شرکت کرد و برنده شد.